# La Noguera (Vilanova de Sau)
La Noguera és un monument del municipi de Vilanova de Sau (Osona) inclòs en l'Inventari del Patrimoni Arquitectònic Català.

## Descripció
Masia de planta quadrada coberta a dues vessants i amb el carener perpendicular a la façana, orientada a migdia. Està situada a un lloc enlairat, al bell mig d'una carena, amb una era de pedra al davant. Consta de planta baixa i un pis. A la planta s'obre un portal d'arc còncau i dues finestres, al primer pis es repeteixen les mateixes finestres i al centre hi ha una gran obertura d'arc de mig punt, amb barana catalana. La resta de l'edifici té petites finestres.
És construïda amb granit vermell, unit amb fang. Algunes obertures estan emmarcades per carreus de pedra i altres per totxo massís. L'estat de conservació és mitjà donat que es troba abandonada.

## Història
Masia situada dines el terme de l'antiga parròquia de Sant Pere de Castanyadell, que junt amb les parròquies de Santa Maria de Vilanova, Sant Romà de Sau, Sant Andreu de Bancells i Sant Martí de Querós formaven part del terme civil de Sau.
Al segle xvi aquesta parròquia comptava amb 6 o 7 famílies, entre les quals no hi figura LA NOGUERA. És fàcil que aquesta masia es construís als segles següents, moment en què Sant Pere va experimentar un cert creixement demogràfic de manera que al segle xix comptava amb 19 famílies; malgrat aquesta hipòtesi no hi ha cap dada que ho verifiqui. La casa roman abandonada degut al despoblament que pateix la zona.